# Percival Gray

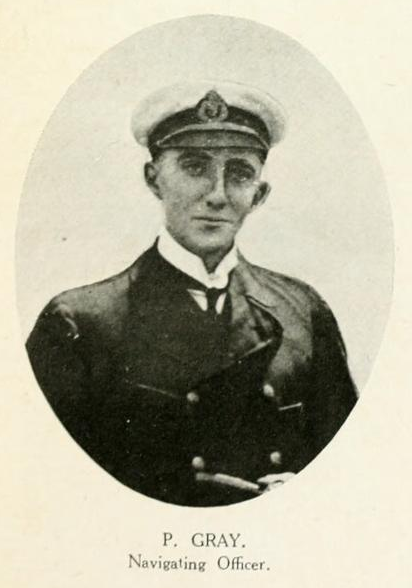
P Gray - "Officers of the Aurora", from With the "Aurora" in the Antarctic, 1911-1914 (1919).

Percival Gray (n. c. 1889 - ?) fue un marinero inglés. Durante los comienzos de su carrera trabajó a bordo del Worcester y del Archibald Russell, y luego se enlistó en la New Zealand Shipping Company. Desde 1909 hasta 1911, trabajó para la Peninsular and Oriental Steam Navigation Company. Durante esta época consiguió su certificado de primer oficial. Desde 1911 hasta 1914, durante la Expedición Antártica Australiana (EAA), fue el segundo al mando y el oficial de navegación a bordo del SY Aurora, al mando de John King Davis, para los cinco viajes.
El cabo Gray, en la tierra del Rey Jorge V en la Antártida, fue nombrado en su honor por el Comandante de la EAA Douglas Mawson.